# Avgust Čebulj (duhovnik)
Avguštin Čebul, slovenski rimokatoliški duhovnik ter narodni in verski delavec na avstrijskem Koroškem; slikar * 23. avgust 1909, Šmihel (St. Michael) nad Pliberkom, † 30. april 1992, Železna Kapla.

## Življenje in delo
Študij bogoslovja je 1937 končal v Rimu. Deloval je v več Koroških krajih, od 1953 župnik v Šentlenartu pri Sedmih studencih (nem. St. Leonhard bei Siebenbrünn). Nemci so ga aprila 1941 z drugimi slovenskimi duhovniki zaprli in nato pregnali na nemški del Koroške. Po 1945 je bil med drugim slovenski zastopnik v koroški in avstrijski sinodi, predsednik Slovenskega pastoralnega odbora (1973-1977), predsednik slovenskega duhovniškega združenja Sodalitas (1977-1987), urednik revije Družina in dom (1970-1981) ter odbornik v različnih prosvetnih organizacijah. Bil je tudi ploden publicist in slikar koroške pokrajine. 